# Oskar Roehler

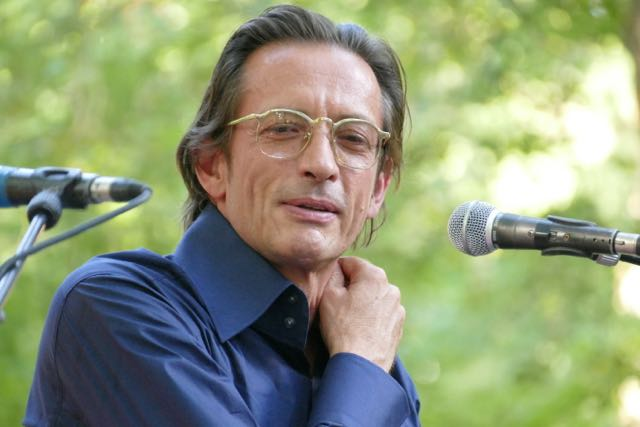
Oskar Roehler (2015)

Oskar Roehler (* 21. Januar 1959 in Starnberg) ist ein deutscher Filmregisseur, Journalist und Autor.

## Leben
Roehler ist der Sohn der Schriftstellerin Gisela Elsner und des Schriftstellers Klaus Roehler. Er ist nach Oskar aus dem Roman Die Blechtrommel benannt – sein Vater war der Lektor von Günter Grass. In einem Interview nannte er seinen Vater einen „als Linken verkleideten Nazi“, der von seiner Zeit in der Hitlerjugend geschwärmt habe. Seine Mutter habe „mit einem Triumphlachen im Gesicht“ einem Reporter erzählt, sie habe während der Schwangerschaft versucht, den Sohn abzutreiben.
Er wuchs ab dem vierten Lebensjahr bei seinen Großeltern und dann wieder bei seinem Vater in Darmstadt auf. Von 1969 bis 1978 besuchte er im unterfränkischen Wiesentheid das dortige Steigerwald-Landschulheim, wo er auch sein Abitur ablegte. Seit Beginn der 1980er Jahre ist er als Autor tätig. Zu seinen Werken zählen unter anderem Drehbücher für Niklaus Schilling, Christoph Schlingensief und Mark Schlichter.
Seit Mitte der 1990er Jahre wurde Roehler vor allem als Spielfilmregisseur bekannt. Sein bislang erfolgreichster Film war Die Unberührbare mit Hannelore Elsner in der Hauptrolle, in dem Roehler die letzten Jahre im Leben seiner Mutter erzählt. Der Film wurde mit zahlreichen Preisen, unter anderem mit dem Deutschen Filmpreis in Gold ausgezeichnet.
Roehler gehörte 2003 zu den Gründungsmitgliedern der Deutschen Filmakademie.
Nach 2003 und 2006 erhielt Roehler 2010 für Jud Süß – Film ohne Gewissen seine dritte Einladung in den Wettbewerb der Berlinale. Der Film mit Tobias Moretti als Titelheld Ferdinand Marian, Justus von Dohnányi als Regisseur Veit Harlan und Moritz Bleibtreu als Joseph Goebbels dramatisiert die Entstehung des antisemitischen Propagandafilms Jud Süß aus dem Jahr 1940.
Unter dem Titel Herkunft veröffentlichte er 2011 einen autobiografisch geprägten Roman, den er unter dem Titel Quellen des Lebens (2013) auch verfilmte.
Für die Arte-Serie Durch die Nacht mit ... drehte er die Folge mit Lars Eidinger.
2018 verfilmte Roehler unter dem Titel HERRliche Zeiten den Roman Subs des Schriftstellers Thor Kunkel, der Wahlkampagnen für die AfD entwirft. Roehler bezeichnete sich in diesem Zusammenhang selbst als „eher rechts“.
Oskar Roehler ist seit August 2000 mit der Modedesignerin Alexandra Roehler verheiratet. Das Paar lebt in Berlin und auf Mallorca.

## Beurteilung von Rainer Werner Fassbinder
Anlässlich der Ankündigung seines Films Enfant Terrible über Rainer Werner Fassbinder verteidigte Roehler im Rahmen eines Interviews im rbb im Oktober 2020 den impulsiven Gewalteinsatz Fassbinders in aufgebrachten Situationen am Set. Roehler grenzte das aber rhetorisch ab von „MeToo und ähnlichem Schwachsinn“. Roehler äußerte, dass Fassbinder kein „Heiliger“ gewesen sei und ein Bestrafungssystem aufgebaut habe, in dem er eine Art Gefühlsdiktator war. Dies sei ihm „dank seines Talents“ und „Charismas“ möglich gewesen. In einem Gespräch mit dem Münchner Merkur urteilt er, dass Fassbinder „kein guter Mensch“ gewesen sei.

## Filmografie
- 1995: Gentleman
- 1997: Silvester Countdown
- 1999: Gierig
- 2000: Die Unberührbare
- 2001: Suck My Dick
- 2002: Fahr zur Hölle, Schwester!
- 2003: Der alte Affe Angst
- 2004: Agnes und seine Brüder
- 2006: Elementarteilchen
- 2009: Lulu & Jimi

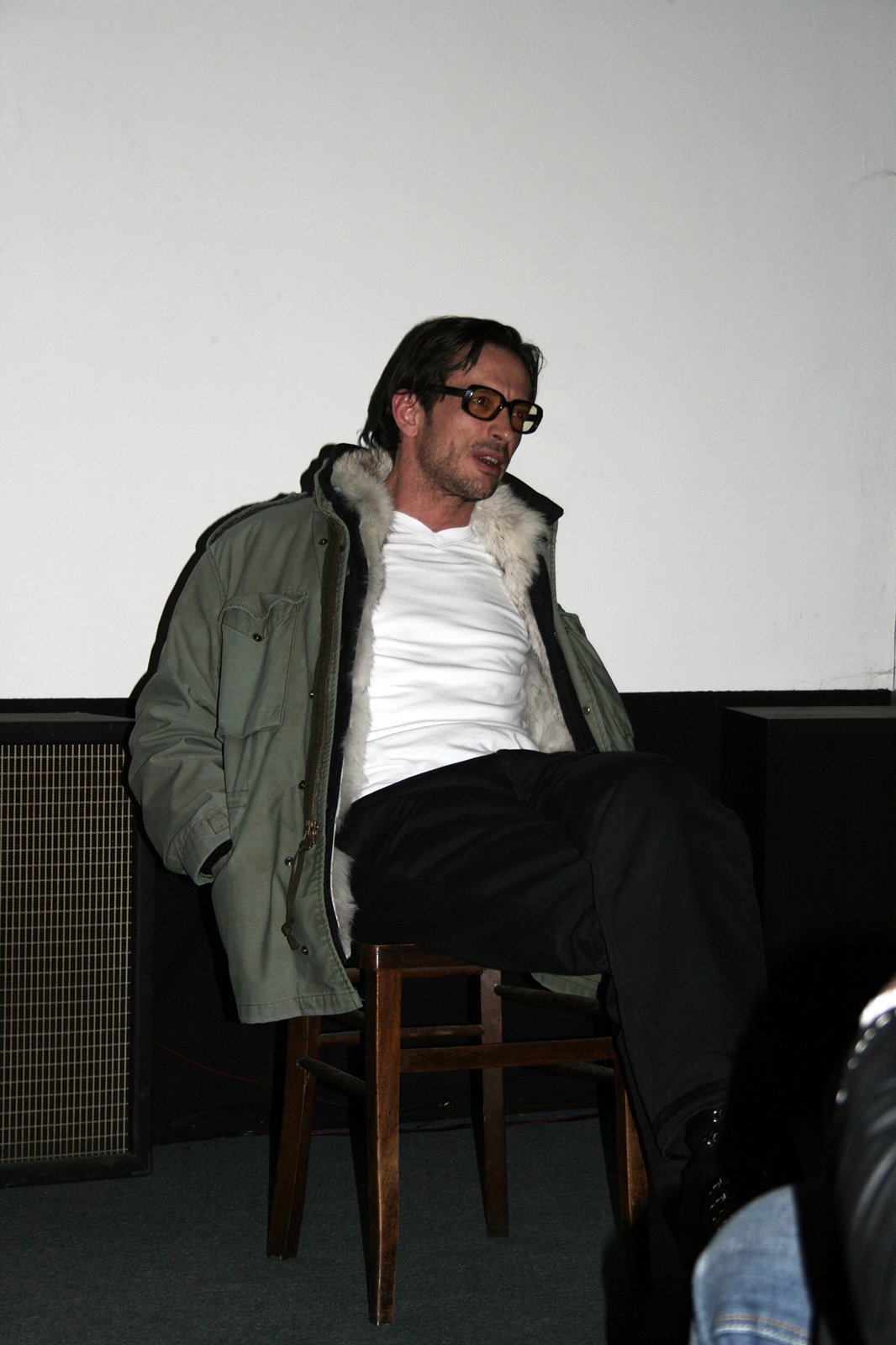
Oskar Roehler beim Filmgespräch zu Lulu & Jimi im Kino Tilsiter Lichtspiele (2009)

- 2010: Jud Süß – Film ohne Gewissen
- 2013: Quellen des Lebens
- 2015: Tod den Hippies!! Es lebe der Punk
- 2018: HERRliche Zeiten
- 2020: Enfant Terrible
- 2024: Bad Director

## Bücher
- 2011: Herkunft. Ullstein, Berlin 2011, ISBN 978-3-550-08844-5.
- 2015: Mein Leben als Affenarsch.[9] Roman. Ullstein, Berlin 2015, ISBN 978-3-550-08042-5.
- 2017: Selbstverfickung. Roman. Ullstein, Berlin 2017, ISBN 978-3-550-05013-8.[10]
- 2020: Der Mangel. Roman. Ullstein, Berlin 2020, ISBN 978-3550200380